# 1886 en football
Cet article présente les faits marquants de l'année 1886 en football.

## Clubs fondés en 1886
- en Angleterre :
  - fondation du club de Kidderminster Harriers Football Club, basé à Kidderminster.
  - fondation du club de Plymouth Argyle Football Club, par d'anciens élèves des écoles publics et privés de Portsmouth, basé à Plymouth.
  - fondation du club de Shrewsbury Town Football Club, basé à Shrewsbury.
  - fondation du club de Upton Park Football Club, basé à l'est de Londres, dans le district de Newham.
- en Irlande du Nord :
  - fondation du club de Linfield Football Club, basé à Belfast.
- aux États-Unis
  - fondation de la Saint-Louis Association.
- à Hong Kong :
  - fondation du club de Hong Kong Football Club.

## Février
- 13 février : à Glasgow (First Cathkin Park), finale de la 13e édition de la Coupe d'Écosse. Queen's Park bat Renton, 3-1. 7 000 spectateurs.
- 27 février : 1re journée du British Home Championship, à Wrexham (Racecourse Ground), le pays de Galles s'impose 5-0 sur l'Irlande. 1 000 spectateurs.

## Mars
- 13 mars : à Belfast (Ballynafeigh Park), seconde journée du British Home Championship, l'Angleterre s'impose 1-6 face à l'Irlande. 5 000 spectateurs.
- 20 mars : à Belfast (Ballynafeigh Park), 3e journée du British Home Championship, l'Écosse s'impose 2-7 face à l'IrlandeIrlande. 3 500 spectateurs.
- 29 mars : à Wrexham (Racecourse Ground), 4e journée du British Home Championship, l'Angleterre s'impose 1-3 face au pays de Galles. Premier match international impliquant un joueur officiellement professionnel (Forrest). Ce dernier évolua en bleu ciel tandis que le reste de l'équipe nationale d'Angleterre était paré du traditionnel blanc, symbole de pureté… 5 000 spectateurs.
- 31 mars : à Glasgow (Hampden Park), 5e journée du British Home Championship, l'Écosse et l'Angleterre : 1-1. 11 000 spectateurs.

## Avril
- 3 avril : finale de la 15e FA Challenge Cup (130 inscrits). Blackburn Rovers 0, West Bromwich Albion 0. 15 000 spectateurs au Kennington Oval. Finale à rejouer.
- 10 avril : 
  - finale de la 15e FA Challenge Cup. Blackburn Rovers 2, West Bromwich Albion 0. 12 000 spectateurs au Kennington Oval.
  - à Glasgow (Hampden Park), 6e journée du British Home Championship, l'Écosse s'impose 4-1 face au pays de Galles. 5 000 spectateurs. L'Écosse et l'Angleterre se partagent la victoire lors de la 3e édition du British Championship.

## Mai
- 17 mai : fondation du Motherwell Football Club en Écosse.

## Juillet
- 17 juillet : fondation du BK Frem Copenhague au Danemark.

## Septembre
- 1er septembre : fondation du club suisse des Grasshopper de Zurich.

## Décembre
- 1er décembre : les ouvriers de l’Arsenal royal de Woolwich fondent un club de football qui prend d’abord le nom de Dial Square avant d’être rebaptisé Royal Arsenal.

## Naissances
- 13 janvier : André François, footballeur français. († 1915).
- 15 janvier : Jenő Károly, footballeur puis entraîneur hongrois. († 1926).
- 4 février : Sune Almkvist, footballeur suédois. († 1975).
- 10 février : Raymond Jouve, footballeur français.
- 16 février : Andy Ducat, footballeur puis entraîneur et joueur de cricket anglais. († 1942).
- 17 février : Henri Vascout, footballeur français († 1936).
- 25 février : Wally Hardinge, footballeur anglais. († 1965).
- 2 mars : Vittorio Pozzo, footballeur puis entraîneur italien. († 1968).
- 31 mars : Enoch West, footballeur anglais. († 1965).
- 9 mai : Edu Snethlage, footballeur néerlandais. († 1941).
- 20 mai : Ali Sami Yen, footballeur puis entraîneur et dirigeant sportif turc. Créateur et président du club de Galatasaray. Sélectionneur de l'équipe de Turquie en 1923. Membre du CIO. († 1951).
- 25 mai : Émile Fiévet, footballeur français. († 1952).
- 5 juin : Charley Scheibenstock, footballeur suisse. († 1973).
- 3 juillet : Maurice Bigué, footballeur français. († 1972).
- 14 juillet : Georges Bon, footballeur français. († 1949).
- 25 juillet : Alexander Steel, footballeur écossais. († ? 1954).
- 9 août :
  - Jean Dubly, footballeur français. († 1953).
  - Jops Reeman, footballeur néerlandais. († 1959).
  - Victor Sergent, footballeur français. († 1923).
- 17 août : Armand Thibaudeau, dirigeant français. († 1958).
- 20 septembre : Zacharie Baton, footballeur français. († 1925).
- 27 octobre : Jules Verbrugge, footballeur français. († 1921).
- 28 octobre : Frans de Bruijn Kops, footballeur néerlandais. († 1979).
- 4 décembre : Jan Thomée, footballeur néerlandais. († 1954).
- 24 décembre : Peco Bauwens, footballeur, arbitre et dirigeant sportif allemand. († 1963).